# Capital asset pricing model
Capital asset pricing model (direkte oversat: "model for kapitalaktivers priser"), ofte forkortet CAPM, er en fundamental model indenfor finansiel økonomi, der forklarer forholdet mellem risiko og afkast på finansielle aktiver, eksempelvis aktier. Modellen opdeler afkastet på et aktiv i et risikofrit afkast samt en risikopræmie. Risikopræmien udregnes som aktivets merafkast over det gennemsnitlige markedsafkast multipliceret med aktivets systematiske risiko (også kaldet aktivets betaværdi). Modellen belyser altså sammenhængen mellem det forventede afkast og risikoen ved en investering. Modellen udgør en grundpille i moderne finansieringsteori.
Et aktivs betaværdi, der spiller en central rolle i CAPM, udtrykker i sig selv aktivets kursfølsomhed (risiko) i forhold til den samlede markedsudvikling, eller med andre ord den del af værdipapirets risiko, der ikke kan fjernes ved en passende spredning af porteføljen.

## Oprindelse
CAPM blev udviklet uafhængigt i første halvdel af 1960'erne af flere forskellige økonomer, bl.a. William Forsyth Sharpe. Harry Markowitz havde med sit tidligere banebrydende arbejde om porteføljevalg indenfor finansieringsteori givet afgørende inspiration til arbejdet. Sharpe og Markowitz modtog sammen med Merton Miller Nobelprisen i økonomi i 1990 for deres store indsats indenfor finansiel økonomi.

## CAPM's centrale formel
Ifølge CAPM er forholdet mellem det forventede afkast hos et givet aktiv i (f.eks. en aktie i en bestemt virksomhed) og det forventede afkast hos markedsporteføljen m givet ved følgende sammenhæng:
{\displaystyle E(r_{i})=r_{f}+\beta _{im}(E(r_{m})-r_{f}),\,}
hvor:
- {\displaystyle E(r_{i})} er aktivets forventede afkast
- {\displaystyle r_{f}} er den riskofri rente (f.eks. en statsobligationsrente)
- {\displaystyle \beta _{im}} (beta) er aktivets kursfølsomhed (risiko) i forhold til den samlede markedsporteføljes risiko, eller mere formelt {\displaystyle \beta _{im}={\frac {Cov(r_{i},r_{m})}{Var(r_{m})}}},
- {\displaystyle E(r_{m})} er markedsporteføljens forventede afkast
- {\displaystyle (E(r_{m})-r_{f})} kaldes markedsrisikopræmien (MRP).